# Кадзідло (Мазовецьке воєводство)
Кадзідло (пол. Kadzidło) — село в Польщі, у гміні Кадзідло Остроленцького повіту Мазовецького воєводства.
Населення — 4263 особи (2011).
У 1975-1998 роках село належало до Остроленцького воєводства.

## Демографія
Демографічна структура станом на 31 березня 2011 року:
|          | Загалом | Допрацездатний вік | Працездатний вік | Постпрацездатний вік |
| -------- | ------- | ------------------ | ---------------- | -------------------- |
| Чоловіки | 2138    | 520                | 1490             | 128                  |
| Жінки    | 2125    | 479                | 1351             | 295                  |
| Разом    | 4263    | 999                | 2841             | 423                  |